# 君士坦丁堡之围 (1422年)
1422年的君士坦丁堡圍城戰是奧斯曼帝國試圖透過圍攻和突襲奪取拜占庭帝國首都的一次嘗試。雖然奧斯曼帝國首次使用新式火砲並由蘇丹的僱傭兵執行，但是他們仍未能攻下這座城市，這一場戰役成為拜占庭帝國的勝利。然而，這場對抗嚴重削弱這座城市，使其在31年後（1453年5月29日）陷落。

## 背景
1421年，穆拉德二世從其父親穆罕默德一世手中繼承了奧斯曼帝國的王位。此時，拜占庭帝國皇帝早已只是君士坦丁堡和一些鄰近領土的統治者。1422年，曼努埃爾二世因癱瘓而倒下，不得不將大部分公務移交給他的長子約翰八世。然而，他沒有父親的經驗和耐力。他支持穆拉德二世的競爭對手爭奪皇位。在這種情況下，穆拉德二世決定於同年圍攻君士坦丁堡。就像1391年的封鎖一樣，1422年的圍城戰恰逢君士坦丁堡的另一場瘟疫流行，然而瘟疫也蔓延到了圍城的土耳其人身上。

## 圍攻的進展
穆拉德二世將約翰八世的行為視為叛亂，派遣軍隊前往尚未從安卡拉戰役中完全恢復的君士坦丁堡，並於1422年6月開始圍攻。一萬名騎兵封鎖了通往城市的道路。
儘管穆拉德二世使用的火砲是一種新型武器，但它無法摧毀君士坦丁堡堅固的城牆。拜占庭人使用小型大砲保衛城牆，他們也使用希臘火。在法國和義大利僱傭兵的幫助下，居民保衛成功。正當圍攻失敗後，一支軍隊仍然試圖於8月攻佔君士坦丁堡城牆，然而攻勢被擊退。
與此同時，奧斯曼帝國正經歷著拜占庭帝國皇帝曼努埃爾二世支持下所引發的叛亂，這迫使他們不得不結束圍攻。
拜占庭的記載將圍城解除的原因歸咎於城牆上聖母瑪利亞的顯靈，這極大地鼓舞了守軍。

## 結果
圍城期間，多達一千名土耳其人喪生。君士坦丁堡軍隊的損失相對較小：約30名居民死亡，約100人受傷。儘管如此，根據1424年與土耳其人達成的和平協議，約翰八世有義務繼續向蘇丹繳納一定額度的貢金，並將色雷斯的一些城市贈予他。因此，君士坦丁堡週邊的地區變得更小同時也日漸衰弱。
在西線，土耳其蘇丹為了懲罰拜占庭帝國試圖在其境內發動叛亂，開始圍攻帝國第二大城市塞薩洛尼卡。儘管威尼斯人提供軍事支持，並有效地接管了城市的防禦，但塞薩洛尼基的人口仍然銳減，最終於1430年3月29日被土耳其人攻占。
軍事技術落後的奧斯曼帝國在圍城結束因為擁有充足的人口和材料等資源，能夠持續採購並逐步將火器生產引入軍隊，這注定了其未來的成功。1453年5月29日君士坦丁堡陷落，穆拉德二世的兒子穆罕默德二世攻占了這座城市，並將其定為奧斯曼帝國的首都。